# 甸柳新村街道
甸柳街道，是中华人民共和国山東省济南市历下区下辖的一个乡镇级行政单位。

## 行政区划
甸柳街道下辖以下地区：
甸柳新村第三社区、甸柳新村第一社区、甸柳新村第二社区、甸柳新村第四社区、甸柳新村第五社区、甸北社区、甸南社区和吉祥苑社区。

## 人口
2010年中国第六次人口普查时，甸柳街道共有人口48977人。共有家庭12688户，平均每户2.81人。14岁以下的少年儿童共5599人，占总人口11.43%；15-64岁人口共39578人，占总人口80.80%；65岁及以上的老年人共3800人，占总人口的7.758%。男性共计24102人，占总人口49.21%；女性共计24875，占总人口50.78%。本地居住的人口中，拥有本地户籍的人口为31247人，占63.79%。